# مبرهنة نيفن
في الرياضيات، مبرهنة نيفن، المسمّاة نسبةً إلى إيفان نيفن، تنص على أن القيم النسبية الوحيدة لـθ هي فقط التي تتواجد في المجال {\displaystyle 0\leq \theta \leq 90} والتي يكون جيبها عدداً نسبياً هي الزوايا ذات القيم 0 و30 و90 درجة:
{\displaystyle {\begin{aligned}\sin 0^{\circ }&=0,\\[10pt]\sin 30^{\circ }&={\frac {1}{2}},\\[10pt]\sin 90^{\circ }&=1.\end{aligned}}}